# Телавський муніципалітет
Телавський  муніципалітет (груз. თელავის მუნიციპალიტეტი) — адміністративна одиниця мгаре Кахетія, Грузія. Адміністративний центр — місто Телаві.

## Населення
Станом 2014 року чисельність населення муніципалітету склала 58,3 тис. мешканців
| 1989     | 2002     | 2014     |
| -------- | -------- | -------- |
| ↘ 77 988 | ↘ 70 254 | ↘ 58 350 |